# 段景住
段景住，小说《水浒传》中人物，涿州人氏。因长得赤髮黄鬚，人称“金毛犬”。书中第六十回首次出场。为梁山一百零八将之一，居一百零八將之末。在梁山上为军中走报机密步军头领，专职在梁山各军之间传达机密情报。后于征方腊时战死。

## 生平

### 聚义前
原是一个在北地盗马为生的盗马贼。本于长城外枪杆岭盗得一匹好马，名叫“照夜玉狮子马”，因久慕宋江大名，便想把这匹宝马献给梁山泊。不料路过曾头市时，马被曾家五虎抢去，段景住以宋江名义讨马不成，反而被曾氏兄弟侮辱，只好独自逃上梁山，报告此事。晁盖听后大怒，率梁山人马攻打曾头市，結果在曾頭市中箭身亡，宋江继承头领之位。而段景住逃来后即入伙梁山，被宋江委托与杨林、石勇一起专管去北地收买马匹事宜。後來，段景住和楊林、石勇到北地為梁山泊購馬，回程時又被郁保四全數劫去，獻給曾家。宋江遂領梁山軍攻打曾頭市，結果攻破曾頭市，尽数奪回被抢馬匹，并為晁蓋報了一箭之仇。

### 聚义后
排座次時，段景住居一百零八將之末，上应星宿地狗星。高俅攻水泊梁山时（三败高俅），与时迁一起掩护孙新、张青两夫妇火烧船厂。受招安后，在征辽、征田虎、王庆、方腊三反贼时都有随军出战。征辽时因熟悉北地而受命引领兵马前进，并献策以水陆并进攻打檀州。在征田虎时亦随琼英等人扮作田虎军，诈取威胜城。与乐和一同夺取了威胜城南门。于征讨方腊途中，丹徒县分兵时属宋江部，后围攻杭州时随阮小二等水军作战，欲从海路攻至杭州城下，结果在驶入钱塘江时被风打破了船，落入水中。因其不识水性，淹死在海中。后被朝廷追封为“义节郎”。

## 其他登场

### 水浒衍生作品
在民国小说家程善之所著《残水浒》中，段景住仍为梁山步军头领。因通晓北地语言，奉宋江之命与皇甫端前去金国联络，商量梁山投金事宜。恰巧金国王子悬赏照夜玉狮子马，宋江想以进献宝马之名投降金国，便使段景住二人带回金国使者。后在忠义堂上因此事被关胜怒斩，身体被腰斩成两截。

## 影视形象
- 2011年版《水浒传》：陈良浩
- 2012年电影《金毛犬段景住》：修庆